# Luz (Gave de Pau)
Der Luz ist ein kleiner Fluss im Südwesten von Frankreich, der im Département Pyrénées-Atlantiques der Region Nouvelle-Aquitaine südlich der Stadt Pau verläuft.

## Geografie

### Verlauf
Der Luz entspringt bei Maystrou, im nordöstlichen Gemeindegebiet von Lys, verläuft mit einem Bogen über Ost generell Richtung Nordnordost durch die Landschaft des Béarn und mündet schließlich nach rund 16 Kilometern im Gemeindegebiet von Narcastet bei der Hängebrücke Pont d’Assat als linker Nebenfluss in den Gave de Pau.

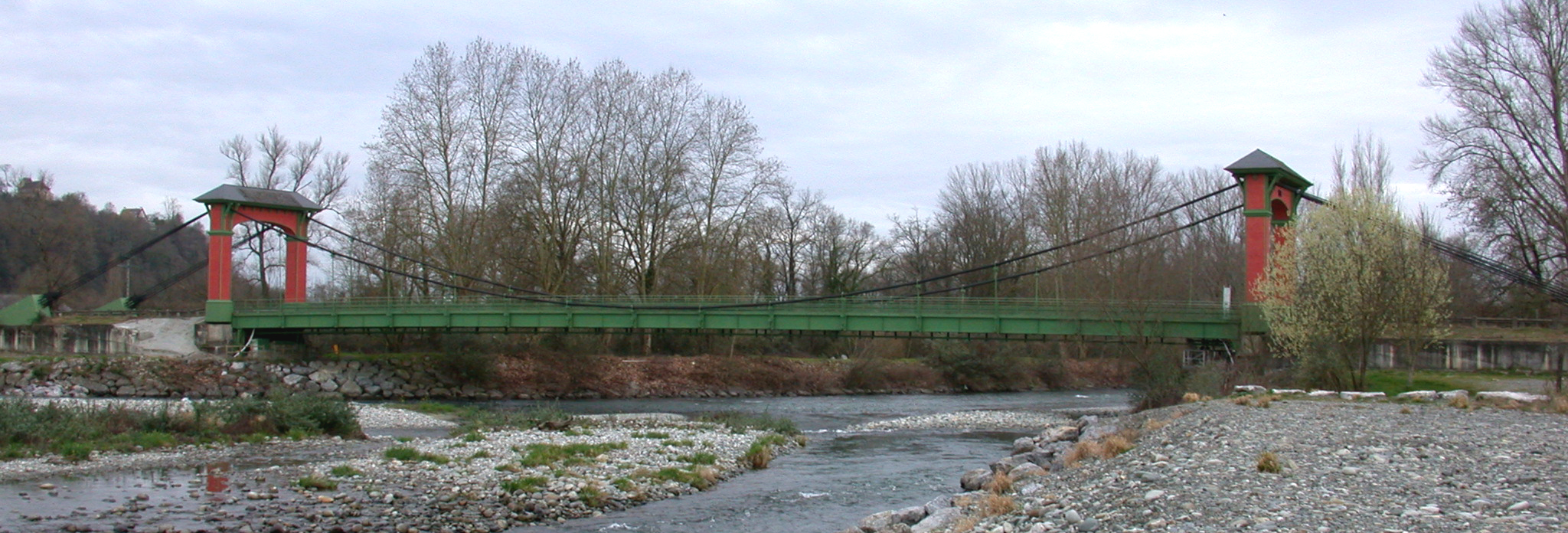
Die Hängebrücke an der Mündung des Luz in den Gave de Pau
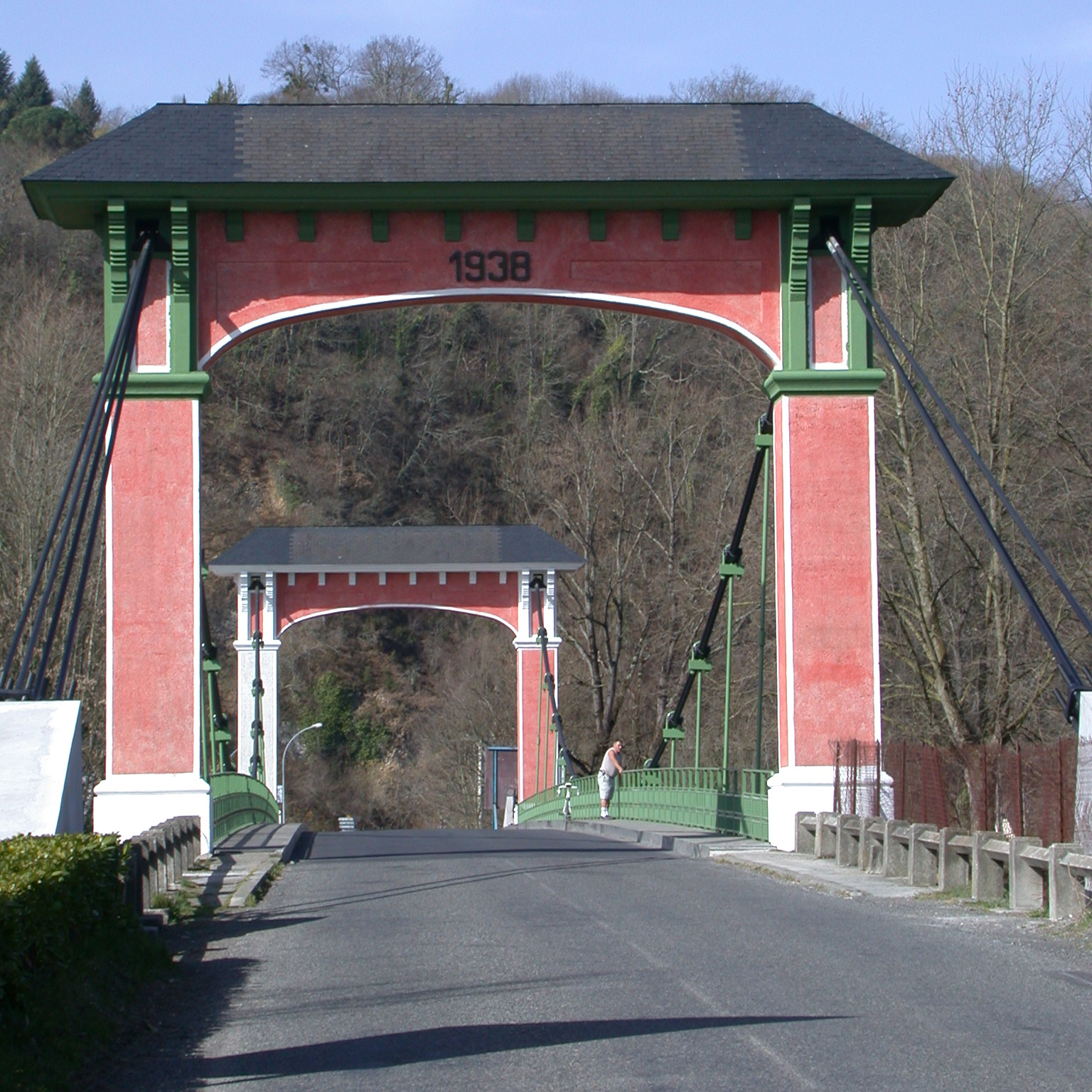
Pont d’Assat aus dem Jahr 1938, restauriert 2004

### Orte am Fluss
(Reihenfolge in Fließrichtung)
- Maystrou, Gemeinde Lys
- Chine, Gemeinde Bruges-Capbis-Mifaget
- Loustalot, Gemeinde Haut-de-Bosdarros
- Cabarry, Gemeinde Arros-de-Nay
- Arros-de-Nay
- Saint-Abit
- Pardies-Piétat
- Baliros
- Narcastet